# 真田幸信
真田 幸信（さなだ ゆきのぶ、? - 明暦2年3月21日（1656年4月15日））は、江戸時代前期の旗本。真田幸政の長男で、母は真田昌幸（幸政の伯父）の次女。弟に真田幸吉がいる。妻は保々貞広の娘。通称は左兵衛、長兵衛。
寛永10年（1633年）、小姓組の番士となる。承応2年（1653年）に父・幸政が死去したため、同年12月21日に遺跡を継いで2,500石を領する。この際、500石を弟・幸吉に分与した。明暦2年（1656年）、嗣子の無いまま死去した。法名は華嶽源桃。墓所は愛宕の青松寺にあったが、現存しない。